# Многоточие (группа)
«Многото́чие» — российская рэп-группа из Москвы. Автором большинства текстов и неофициальным лидером группы является Рустам Аляутдинов — «Руставели». Под названием «Многоточие» группа выпустила три номерных альбома, как и было задумано ещё в 1998 году: три точки — три альбома.
Группа «Многоточие» принимала участие в Rap Music 1999 года, но призового места не заняла. Обладатель Гран-при фестиваля «Микро 2000», на этом же фестивале MC L.E. стал победителем в конкурсе фристайлеров. На «Adidas Streetball Challenge 2001» группа заняла третье место.
В 2006 году было заявлено о распаде группы, и группа в часто изменяющемся составе (единственным постоянным участником был её лидер Руставели) продолжила творческую деятельность под названиями «DotsFam» и «Многоточие Band».

## Состав
Состав группы приведён согласно официальному сайту по состоянию на октябрь 2021 года.

| - Руставели (Рустам Аляутдинов); - DJ Hassan; - Грел (бас); - Андрэ (гитара); - Жэка GoodKoFF (гитара); - ВиктОр (клавишные); - Лёха Орёл (барабаны); - Алексей Щербаков (саксофон); - Юля Антонова (вокал). | - Руставели; - DJ Hassan; - MC L.E. (Нелегал; Лаша Имнаишвили); - Динайс; - White Hot Ice; - Ян Sun; - dj Костя NiceMan; - Nekby. |

### Бывшие участники группы
- КузьмитчЪ (MC 1.8; DJ Navvy; Илья Кузнецов[10]) — аранжировки, текст, читка, бэки, идеи;
- Кинг-Конг (Алексей Пискачёв[11]) — читка («Бошки», «Кто не бахался», «Мокрое место», «Поворот») (ум. 04.01.2006);
- Грек (Анатолий Гречихин[11]) (ум. 22.02.2006);
- Тюха (Андрей Тырнов[12]) — аранжировка, гитары, дизайн, вокал, текст, читка;
- Гена Гром — текст, читка, бэки, идеи;
- L.BeeAtch (Бьяча) — текст, читка, бэки;
- Димон (Дмитрий Кораблин[13]) — аранжировка, текст, читка;
- Гном;
- Михаил Краснодеревщик;
- Санчес.

## Стиль
С момента образования коллектива его участники решили придерживаться строгих правил выбранной линии поведения в творчестве и при его реализации. Отрицались любые попытки использовать название коллектива для нечестного заработка. Организаторы выступлений группы были обязаны не допускать фото- и видеосъёмок, которые не были утверждены коллективом. В случае невыполнения этого условия концерт останавливался, и вина за срыв концерта ложилась на организаторов. Однако со временем это отошло на второй план, так как у каждого второго зрителя был с собой телефон с фото- и видеокамерой. Также за весь период творчества группа «Многоточие» не сняла ни одного видеоклипа.
Был и определённый стиль одежды участников — кожаные куртки, брюки, туфли чёрного цвета. По словам участников, такой стиль был выбран по той причине, что чёрный цвет больше располагает слушателя к полному восприятию текстов песен, чем сочетание разных цветов, которое отвлекает.
Свой стиль исполнения «Многоточие» называют «кузьминским» в честь района Москвы, где и образовалась группа.

## История

### Образование группы
Группа «Многоточие» была создана в Москве. В 1997 году Руставели, писавший стихи, и DJ Hassan, который писал электронную музыку, познакомились и начали совместное творчество и репетиции. Позже к ним присоединился Грел, учившийся в одной школе с Руставели, в качестве басиста, и Кузьмитчъ в качестве второго речитативщика.
В конце 1998 года в группу «Многоточие» был приглашён гитарист Тюха, который познакомился с группой в 1998 году в студии, куда последние пришли записывать свои первые треки. С ними работал товарищ Тюхи, по ошибке удаливший все минусовки после записи. Тюха восстановил их за две ночи, что, по словам самого Тюхи, и свело их с группой.
Также в числе людей, образовавших основу группы, называются близкие друзья Руставели Кинг-Конг и MC L.E.
Датой появления группы «Многоточие» считается 15 ноября 1998 года — именно в этот день была сделана первая запись на студии. Название подчёркивает недосказанность, звучащую во многих их песнях, постоянный поиск новых жизненных путей.
Многоточие — это то, что открывает для вас двери в сознание, а в какую из них зайти, за которой остаться, в какую вообще не заходить — личное дело каждого из вас… Во-вторых, Многоточие — это то, что остается после смерти.Руставели в одном из интервью.

### Первые альбомы (1998—2002)
С течением времени в группу «записали» L.BeeAtch, MC L.E., Гену Грома и Димона. Большинству из них в то время было около 20 лет. Группа дебютировала на фестивале Rap Music 99. На этом фестивале «Многоточие» исполнили песню «Бошки». В 2000 году на фестивале «Микро 2000» группа приобрела нового участника в лице MC L.E. и взяла Гран-при. На Adidas StreetBall Challenge 2001 группа исполнила песню «В жизни так бывает», которая вскоре попала в ротации некоторых радиостанций (например, Love Radio), после чего песня «В жизни так бывает» вышла на сборнике «Голос улиц 2». Но с 2001 года «Многоточие» отказались от этой песни, они перестали исполнять её на своих выступлениях. Позже Руставели прокомментировал этот эпизод в интервью: 
Я придумал эту песню в 1998 году, и накатал свой куплет и припев от души. Она про реальные чувства и про реальные события. И это, на мой взгляд, очень душевная композиция. Но тот нездоровый ажиотаж, который она вызвала, ещё тогда, в 2001 – дал мне понять, что надо исключать её из репертуара... Слишком многое нужно было сказать, и это многое не вязалось с этой песней.
В 2001 году на лейбле «КвадроДиск» был выпущен дебютный альбом «Жизнь и Свобода». Музыкальная критика (журналисты, пишущие для журналов Billboard Россия, Таймаут Москва и портала Rap.ru) назвали альбом «Жизнь и свобода» одним из величайших альбомов русского рэпа.
До 2002 года у группы был продюсер — Владимир Ферапонтов. Именно он отдал первый альбом, «Жизнь и Свобода», на лейбл Квадро-Диск, прибыль от которого участники так и не получили, отдав лейблу права на распространение альбома в течение шести лет. В этом же году вышел второй альбом под названием «Атомы сознания» с песней «Щемит в душе тоска», ставшей одним из главных хитов «Многоточия». В 2002 году участники «Многоточия» основали свой рекорд-лейбл Dots Family Records, который занимался хип-хоп музыкой. На нём выходили все последующие альбомы «Многоточия» и связанных с ним коллективов, а также сборники русского рэпа, такие как «Хип-хоп квартал» и «Рэп-Опыты», в которые попали как приближённые к группе коллективы и исполнители, так и молодые, неизвестные и перспективные команды, которые присылали свои демозаписи по почте или отдавали их во время концертов.

### «Третий Путь» (2003—2005)
В 2002 году группа встретилась с рэп-командой «M.Squad» из Митино. Пришла идея сделать совместный проект, это объединение получило название «Третий Путь». В начале следующего года вышел первый альбом объединения «Третий Путь» — «Кусок жизни (пяти годам равен)». Как гласит буклет альбома, «Третий Путь» — это 
творческий путь развития, когда человек выбирает себе дорогу и живёт на пределе невозможного. Иногда создается впечатление, что он точно знает, когда и как следует поступить («его ведёт» — говорят о таких людях). Человек осознает себя и своё место в мире — «ведает, что творит», он фиксирует свои мысли и действия.
В том же 2003 году, на пятилетие своего коллектива, группа «Многоточие» выпустила альбом под названием «Неномерной», который состоит из семи ремиксов от близких «Многоточию» музыкантов и шести новых треков. Из интервью Руставели следует, что этот альбом соответствует своему названию — он неномерной, то есть его нельзя считать за третий альбом группы. На этом альбоме присутствует трек «Ёп-т» — первая совместная работа «Многоточия» и Михаила Краснодеревщика (группа «Красное Дерево»).
В 2004 году началась работа над вторым альбомом объединения «Третий Путь», но M.Squad к тому времени прекратила своё существование как полноценный коллектив. Из пяти основных участников группы во втором альбоме приняло участие лишь двое — Димон и Гном. К записи подключились «Красное Дерево» и группа «Смена Мнений» из Воронежа. Из Грузии возвратился MC L.E. (отсутствовавший по жизненным обстоятельствам с 2000 года) и тоже включился в работу. Результатом стал альбом «Третий Путь — Буриме 12». В октябре того же года вышел макси-сингл англоязычного участника группы — MC L.E. «In spite of all» (с англ. — «Несмотря ни на что»). Диск включает в себя 10 треков, включая интро и фристайл. Пять из них являются ремиксами на три представленные композиции, во главе которых стоит песня «In spite of all». Музыка была полностью спродюсирована КузьмитчЪ’ем, Димоном и Капусом.
В начале 2005 года, после семилетней работы, выходит альбом «Расстояния» группы «Окна». Это проект, состоящий из двух человек: гитариста и аранжировщика группы «Многоточие» — Тюхи, и вокалистки Фарочки. Группа работает в стиле этно-рок с элементами трип-хопа. В создании альбома были использованы произведения Марины Цветаевой.

### Распад группы (2006)
В мае 2006 года вышел сольный альбом MC L.E. — «Illegal», в котором приняли участие Руставели, Михаил Краснодеревщик, Капус, S.S.A., «Fleur». Над музыкой работали сам Лаша, КузьмитчЪ и «Fat Complex». На песню «Someday» при участии S.S.A. («Смена Мнений») был снят видеоклип. После выхода альбома MC L.E., устав от «нелегальной» жизни вдали от дома, возвратился на родину, оставив в России своё второе Я — по имени Нелегал, читавший рэп на русском языке.

В декабре 2006 года появилась информация о том, что группа «Многоточие» прекращает своё существование. Распад коллектива подтвердился, когда на официальном сайте Dots Family Records появилось интервью Руставели. Причины, по которым группа свернула свою деятельность, так и остались нераскрытыми. Было лишь заявлено, что КузьмитчЪ ушёл по собственному желанию (позже станет известно что он теперь — DJ Navvy, MC 1.8). 
Я устал быть таким, каким был тогда. И дело тут даже не в амплуа, а скорее во мне самом. Для того, чтобы сбиться с верного пути, достаточно совершить несколько маленьких ошибок, влекущих за собой целый ворох крупных и очень недостойных. Плевать на амплуа, да и вообще делать можно что угодно, читать рэп или гайки крутить, главное при этом оставаться человеком.Кузьмитчъ в интервью Rap.ru 2007 года
Гена Гром предпочел заняться юриспруденцией, прервав свой творческий путь. MC L.E. вынужден был остаться в Грузии из-за очередного обострения российско-грузинских отношений. Люба (L.BeeAtch) предпочла посвятить себя семье, в 2010 году родила сына. Поддерживает связь с КузьмитчЪ’ом, Громом и Руставели. Кроме того, в 2006 году ушли из жизни двое участников группы, среди них самый близкий друг и соратник Руставели, стоявший у истоков создания команды — Кинг-Конг.

В марте 2007 года вышел третий номерной альбом «Многоточия» — «За бесконечность Времени», который является по сути сольной работой Руставели, а не команды. 
Многоточие, чисто как Многоточие завершает свой путь этим альбомом. И я считаю, что это был достойный путь. И я ни о чём не жалею.Руставели в интернет-интервью 2006 года
 Лейбл Dots Family Records как ООО прекратил своё существование с уходом Гены Грома как генерального директора и КузьмитчЪ’а как второго соучредителя. И превратился в независимый, незарегистрированный и функционирующий только для внутренних проектов лейбл.

### Деятельность в новых составах

#### DotsFam
DotsFam (изначально — Dots Family) — логическое продолжение коллектива «Многоточие», в составе Руставели, Михаила Краснодеревщика, Димона, Нелегала (он же MC L.E.), Гнома, Тюхи и Санчеса.
В 2005 году битмейкер «Многоточия» Димон параллельно создал вместе с Капусом музыкальный проект Fat Complex, в котором также приняли участие Аня Родичева и Саша Dzjem Холенко. Проект записал материал — микс жесткого электронного бита с мелодикой, скретчами, семплами со старых пластинок 1960—1970-х годов, живым вокалом и рэпом.
При поддержке «Многоточия» появились новые коллективы — «3 Восклицательных Знака» (Руставели, Димон, Краснодеревщик) и «Пили Гриммы». 1 сентября 2005 года вышел первый альбом Dots Family — Fuckt # 1, где присутствуют эти новые коллективы.
В конце 2007 года коллектив объявил о начале работы над альбомом Zombusiness. Изначально релиз был намечен на осень 2008 года, однако отъезд Нелегала из России в Грузию и начавшаяся в августе 2008 года война между этими странами приостановила работу над альбомом. Однако в начале 2009 года DotsFam вновь приступили к записи Zombusiness, и уже 15 сентября пластинка вышла в свет.
Планировалось снять видеоклип на композицию «Грех и…».
После выхода альбома Краснодеревщик в сотрудничестве с Тюхой занялся строительством студии 31records и созданием их собственного лейбла «Кидок Production», на котором впоследствии записали второй альбом под названием «К.И.Д.О.К.». Димон всё более охладевал к общему видению хип-хопа, отдавая предпочтения своим экспериментам в музыке. Гном в ноябре 2010 года выпустил первый сольный альбом, в котором приняли участие DJ Navvy, Димон, Бага, Руставели и другие.
В конце 2010 года Руставели записал несколько песен с Гномом, которые они вместе решили объединить в новый альбом под названием «Зеркала», вышедший в июне 2011 года. Нелегал не смог принять участие в альбоме из-за отсутствия времени, однако в записи поучаствовали такие исполнители, как Шиза (ex-«Сибирский Синдикат»), Мареин, Санчес, Маклай, Динайс. На песню «Осенний» был снят видеоклип, режиссёром выступил Михаил Бородин. Съёмки проходили в Ховринской больнице. Трек «Кукушка» — кавер-версия одноименной песни Виктора Цоя — вошла в альбом «КИНОпробы. Рэп-трибьют».
После выхода альбома «Зеркала» Димон и Гном окончательно покинули DotsFam и вместе с Багой сосредоточились на записи второго альбома группы M.Squad. Гном параллельно записывал свою вторую сольную работу.
В 2019 году Руставели заявил о планах записать новый альбом в рамках проекта DotsFam при участии Нелегала, Санчеса, White Hot Ice и Ян Sun.

#### «Многоточие Band»
«Многоточие Band» (изначально — DotsBand) — живой инструментальный коллектив, созданный основоположниками группы «Многоточие» и их соратниками-музыкантами. Состав: Руставели, ВиктОр, Грел, DJ Hassan, Санчес, Жека, J, Андрей. Исполняют треки группы «Многоточие» и новые треки от DotsBand, в стиле арт-рэп.
Идея создания появилась, когда Санчес познакомил Руставели со своим двоюродным братом мультиинструменталистом ВиктОром. Позже присоединились басист Грел и DJ Hassan, с которыми группа «Многоточие» в 1998-м году только начинала заниматься музыкой, а также гитарист Жэка, гитарист Раш (основатель группы «Манагуа»), барабанщик J (проект Druma2rgi). Гному и Димону было предложено принять участие в группе, но они отказались, объясняя это тем, что «нет времени на регресс».
21 декабря 2011 года состоялся релиз сингла «Бег от себя»; в это же время коллектив занимается записью первого альбома. 10 августа 2012 года вышел ещё один сингл от DotsBand под названием «Улетаешь ты». 8 марта 2013 года вышел альбом под названием The Living Truth, в котором приняла участие, экс-участница группы «Многоточие» Бьяча.
15 апреля 2014 года группа анонсировала свой первый альбом — «Под асфальтовым небом». 14 сентября вышел сингл «Дай огня!», который планировалось добавить в альбом, и снятый на него видеоклип. Через месяц была опубликована ещё одна композиция для альбома «Годы летят», исполненная совместно с Mary A. 15 ноября 2014 года обещанный альбом увидел свет.
В феврале 2017 года коллектив объявил о том, что в работе находится новый альбом под рабочим названием «Реквием по реальности». 29 марта 2018 года состоялась премьера этого альбома. Пластинка, как отмечает рецензент Алексей Мажаев от InterMedia, состоит из чередующихся «элегичных рэп-баллад» с сильной вокально-мелодической составляющей и «отрывистых рэп-манифестов» с преобладанием речитатива.
С конца 2019 года на концертах коллектива перестал появляться Санчес; по словам Руставели, это произошло из-за «проблем коммуникации как следствие употребления им алкоголя». В сентябре 2020 года Руставели называл проект «Многоточие Band» поставленным на паузу из-за карантина и планировал, что возобновление деятельности коллектива произойдёт в 2021 году.

## Дискография
В данном разделе не перечисляются сольные работы Руставели и других членов коллектива.

| Коллектив         | Название                          | Год  |
| ----------------- | --------------------------------- | ---- |
| «Многоточие»      | «Жизнь и Свобода»                 | 2001 |
| «Многоточие»      | «Атомы сознаниЯ»                  | 2002 |
| «Третий путь»     | «Кусок Жизни (Пяти Годам Равен…)» | 2003 |
| «Третий путь»     | «Буриме 12»                       | 2004 |
| «Dots Family»     | «Fuckt #1»                        | 2005 |
| «Многоточие»      | «За бесконечность Времени»        | 2007 |
| «DotsFam»         | «Zombusiness»                     | 2009 |
| «DotsFam»         | «Зеркала»                         | 2011 |
| «Многоточие Band» | «Под асфальтовым небом»           | 2014 |
| «Многоточие Band» | «Реквием по реальности»           | 2018 |

| Коллектив    | Название               | Год  | Тип         |
| ------------ | ---------------------- | ---- | ----------- |
| «Многоточие» | «Неномерной»           | 2003 | компиляция  |
| «Многоточие» | «Все альбомы. Часть 1» | 2006 | сборник     |
| «Многоточие» | «Все альбомы. Часть 2» | 2006 | сборник     |
| «Многоточие» | «Из бранного»          | 2008 | компиляция  |
| «Многоточие» | «Территория желаний»   | 2013 | демозапись  |
| «DotsBand»   | «The Living Truth»     | 2013 | мини-альбом |

| Коллектив         | Название           | Год  |
| ----------------- | ------------------ | ---- |
| «DotsBand»        | «Бег от себя»      | 2011 |
| «DotsBand»        | «Улетаешь ты»      | 2012 |
| «DotsBand»        | «Плачь, но танцуй» | 2014 |
| «Многоточие Band» | «Вот и всё»        | 2016 |
| «Многоточие Band» | «Зима»             | 2017 |

| Коллектив         | Композиция       | Год  | Режиссёр       |
| ----------------- | ---------------- | ---- | -------------- |
| «DotsFam»         | «Осенний»        | 2011 | Михаил Бородин |
| «DotsBand»        | «Дай огня»       | 2014 | Синегор        |
| «Многоточие Band» | «Вот и всё»      | 2016 | Илья Данилюк   |
| «Многоточие Band» | «Учиться любить» | 2018 | Илья Данилюк   |

## Отзывы
23 сентября 2002 года редакция сайта VashDosug.ru в своей статье о группе:

«Многоточие» — поэты каменных джунглей, с которыми лучше не встречаться в темных переулках. Группа появилась в 1998 году и начала играть смесь русского шансона с рэпом. Её волнуют бедность, наркомания и прочая социальщина. То же самое волнует и местный телеканал «Телеинформ», но у парней свой взгляд на проблему. И пускай нам не говорят, что голос улиц — это ростовская «Каста», когда под боком такой андеграунд.

8 апреля 2007 года Руслан Муннибаев, представляющий сайт Rap.ru, побывав на последнем концерте «Многоточие» написал отзыв:

Нет ни одного промоматериала, ни одной толковой фотографии, не говоря уже о каких-либо клипах и прочих сопутствующих товарах, а при этом забитые залы по всей России. Они сознательно отказались от исполнения главного своего хита на концертах. Их банальные, чуть не пошлые тексты своей концентрированной силой перемалывают эту самую банальность и пошлость в народную поэзию. Говорить об их умениях MC глупо, потому что эмсить для их творчества — будто кривляться, говоря о серьёзном.

В мае 2007 года Сергей «Sir G» Курбанов (гр. «Банги Хэп») в своей статье — «Без компромиссов»:

Жёстко отстаиваемое независимое мнение, идеи и принципы в творчестве — с одной стороны и абсолютное нежелание «раскрутиться», стать частью системы «шоу-бизнеса» — с другой. Группа «Многоточие» стали одними из немногих, кому удалось создать «культовый» статус андеграунд-исполнителей и в то же время настолько обширно распространить результаты своего творчества на территорию России и СНГ, что этот самый статус стал некоторыми лицами подвергаться сомнению.

24 октября 2007 года газета «Советская Молодежь»:

«Многоточие» обрели статус «культовых» андеграундных исполнителей, несмотря на то, что сознательно отвергали все ходы по собственному промо. Вообще, «Многоточие» принципиально не признавало каких-либо иных способов популяризации коллектива, кроме как через творчество.

Российское издание журнала «Billboard» в 2007 году:

Второй такой группы в отечественном хип-хопе не было и нет. Участники Многоточия на протяжении всей своей карьеры все делали «вопреки». Они изначально встали в оппозицию «системе», и, тем не менее, добились успеха. Избегали всяких контактов с массмедиа, но, вопреки этому, обрели большую и преданную аудиторию. Не сняли ни одного клипа, но альбомы и рингтоны продавали на зависть многим.

В 2007 году власти города Пензы в лице Государственной службы контроля за оборотом наркотических средств при помощи судебного процесса запретили к распространению материал группы «Многоточие» из-за наличия в текстах песен пропаганды наркотических веществ.
3 января 2008 года еженедельник «МК в Питере» написал такой отзыв:

«Многоточие» почти не крутят по радио ещё с тех пор, как группа отказалась исполнять свой же хит «В жизни так бывает». «Многоточие» не зовут на корпоративы, потому что Руставели «не хочет быть десертом». «Многоточие» — редкие гости на телевидении. Там предпочитают закрывать глаза на стихи Руставели о смерти, могилах и тюрьме. Это не мешает солисту выдавать на-гора очередную порцию «чёрного» уличного рэпа, который собирает в клубах обеих столиц аншлаги.